# Anachrysis
Anachrysis (лат.) — род ос-блестянок из подсемейства Amiseginae.

## Распространение
Южная Африка: Ботсвана и ЮАР.

## Описание
Мелкие осы-блестянки (3 — 4 мм). Антеннальный жгутик фузиформный (самка) или нитевидный (самец). Щёчное пространство с вертикальной бороздой. Мандибула самца широкая в основании и фолиевидная (Γ-образная при виде сбоку), апикально зубчатая. Затылочный киль отсутствует. Пронотум уплощен, с бороздой постеромедиально. Метанотум короткий, без срединной перегородки. Проподеум округлый, не угловатый. Мезоплеврон с препектальным килем, без задней косой борозды. Самцы и самки крылатые. Коготки лапок зубчатые. Паразитоиды. Род был впервые описан в 1986 году американским гименоптерологом Карлом Кромбейном (Karl V. Krombein; Department of Entomology, National Museum of Natural History, Smithsonian Institution, Вашингтон, США).
- Anachrysis arabica van Loon & Soliman, 2023 (Аравийский полуостров)
- Anachrysis paradoxa Krombein, 1986 (Южная Африка)